# Colonne votive di Brugherio
Le colonne votive di Brugherio furono erette alla fine dell'epidemia di peste che colpì Monza e dintorni nel 1576, nei quattro punti del territorio in cui erano stati posti gli altari utili alla celebrazione delle funzioni religiose.
Notizie di questa epidemia si trovano negli appunti relativi alle visite alla popolazione dell'arcivescovo di Milano, san Carlo Borromeo. La peste del 1576 venne infatti chiamata "peste di San Carlo" a ricordo della vicinanza del prelato alle persone colpite.

## Le colonne votive
Durante l'imperversare della peste, i fedeli si riunivano in preghiera intorno ad altari posti all'aperto, per evitare il contagio a cui sarebbero stati esposti in luoghi chiusi. Una volta terminata l'epidemia, e quindi smantellati gli altari, si decise di erigere al loro posto delle colonne votive, come atto di devozione e ringraziamento da parte dei sopravvissuti.
Queste colonne sono collocate:
- in piazza Roma, a lato della chiesa di San Bartolomeo,
- su viale Lombardia, non distante dal cimitero vecchio,
- al bivio della Torazza,
- a San Damiano.

Alla sommità di tutte compare il simbolo della croce, sostenuta da particolari architettonici riconoscibili (sfere, pigne, capitelli, ecc.). In alcuni casi le colonne riportano anche delle iscrizioni, non sempre leggibili.

### Colonna votiva di piazza Roma

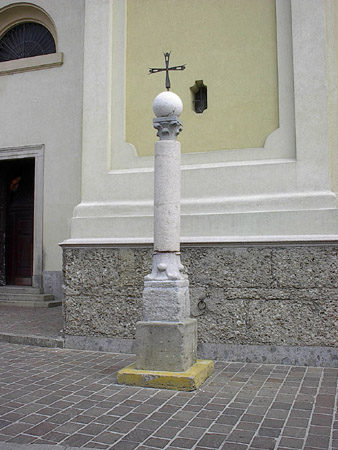
Colonna votiva in Piazza Roma

È situata a lato della chiesa parrocchiale.
Sulla sfera in alto sono incise le seguenti parole: In hoc signo vinces, sul capitello Sacrum Christo Iesu Deo e sulla base della colonna Sicut Moses esaltavi Serpentem in Deserto sic.
Sul blocco di pietra che costituisce il piedistallo Spes omnium Salus Fidellium Branda Scottus fecit fieri. Anno Nativitatis MDLXX Maj I. (L'iscrizione dell'anno è presumibilmente incompleta in quanto la colonna fu fatta erigere da Bernardo Scotti nel 1576).
È conosciuta anche come croce Scotti.

### Colonna votiva di viale Lombardia

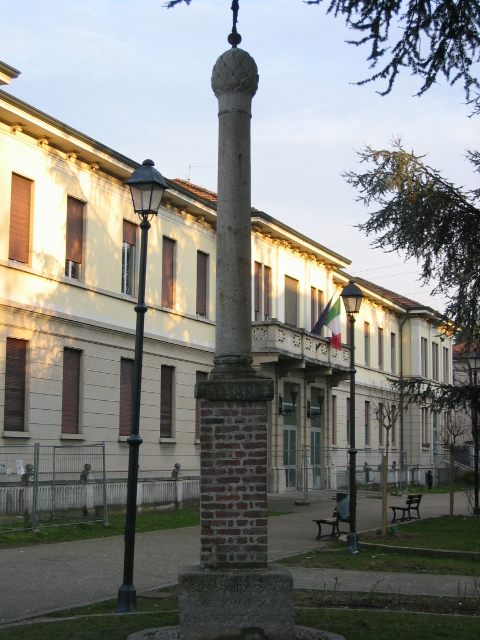
Colonna votiva in Viale Lombardia

Situata nei pressi del cimitero vecchio (ma preesistente ad esso) sul viale Lombardia, è caratterizzata da una pigna nella parte superiore. Anche su questa come nella precedente è ricordato il nome del costruttore brugherese Bernardo Scotti, che la fece erigere nel 1578. Per anni è stata poco visibile, incorporata nel muro di cinta della costruzione e seminascosta dalla vegetazione. In tempi recenti è stata spostata dall'altro lato della strada.
Sulla base della colonna sono incise le seguenti parole: Sicut Mojses exaltavit Serpentem in Deserto. Sopra una pietra quadrata posta sotto la base: Ego sum lux Mundi via veritas et vita vivorum. Nel lato occidentale del piedistallo: Sic Deus dilexit Mundum ut Filium suum unigenitum daret pro nobis. Nel lato orientale: Ecce nomen super omne nomen et omne genuflectatur ei. Nel lato settentrionale: Hic quem videtis solus vere Dominus noster est et gloria nostra. Branda Scotus fecit.
È conosciuta anche come croce di Brugherio, o di casa Scotti.

### Colonna votiva della Torazza

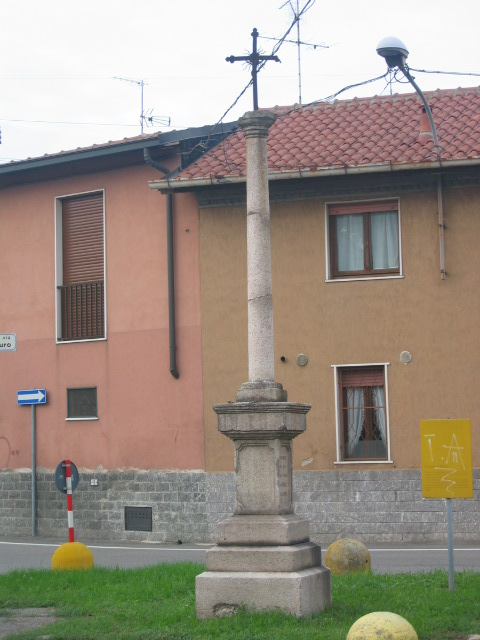
Colonna votiva in Torazza

È situata al bivio della Torazza. Ha sulla propria base le seguenti scritte: Monumento votivo a ricordo della pestilenza 1576, Abbattuto dal ciclone 1928, Riedificato nel 1929 dalla famiglia di Angelo Cazzaniga.

### Colonna votiva di San Damiano
Di questa colonna non rimane nessuna traccia nelle cronache di storia locale.